# Jacques Nicolas Billaud-Varenne

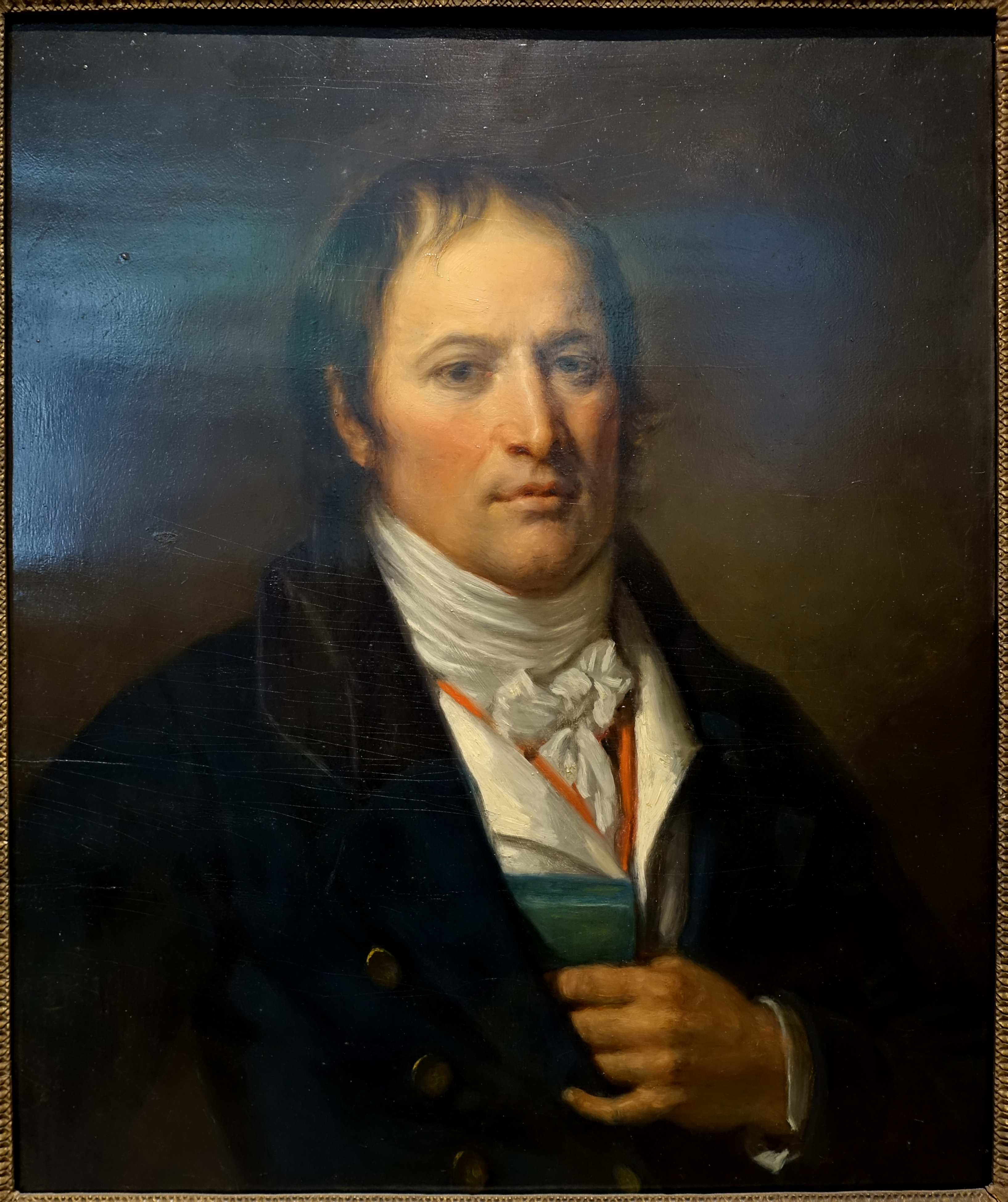
Portretschilderij door Jean-Baptiste Greuze (ca. 1790)

Jacques Nicolas Billaud, later Billaud-Varenne (La Rochelle, 23 april 1756 – Port-au-Prince, 3 juni 1819) was een Frans revolutionair en politiek auteur. Als leider van de sansculotten en lid van de Nationale Conventie en van het Comité de salut public was hij met name invloedrijk in de jaren 1792-1794. Hij behoorde tot de montagnards en nam meestal standpunten in die spoorden met die van Robespierre, wiens val hij echter mee bewerkstelligde. Ondanks dat laatste werd hij mee verantwoordelijk geacht voor het Schrikbewind en veroordeeld tot deportatie. Na zijn vrijlating bracht hij de rest van zijn leven door in Amerika.

## Leven

### Jonge jaren
Hij was de oudste zoon van een notabele advocaat uit La Rochelle. Eerst studeerde hij klassieke literatuur aan het Collège de l'Incarnation van de oratorianen in Niort, om dan filosofie te volgen in La Rochelle. Hij vervolgde met rechtenstudies in Poitiers en vestigde zich in 1778 als advocaat, wat hem echter niet beviel. Zijn literaire belangstelling uitte zich in een toneelstuk dat hij in 1781 zonder succes opvoerde in La Rochelle. Het volgende jaar vertrok hij naar Parijs en trad hij toe tot de oratorianen. Hij werd in 1783 op proef toegelaten en werd als pensionaatsprefect naar het college van Juilly gestuurd, maar hij bleek niet geschikt voor het apostolische leven en moest het oratorium aan het einde van het schooljaar verlaten.
Terug in de hoofdstad schreef Billaud zich in 1785 in aan de balie bij het parlement van Parijs. Hij woonde in de Rue Saint-André-des-Arts. Het was als auteur dat hij naam begon te maken. In Dernier coup porté aux préjugés et à la superstition viel hij op erudiete wijze de godsdienstige dogma's aan en pleitte hij voor een natuurlijke religie. Zijn politieke verhandelingen Despotisme des ministres en France en Plus de ministres ou point de grâce waren gericht tegen het bestaande regime. De invloed van Rousseau en Montesquieu was aanwijsbaar, maar ook de hervormingsgezinde minister Necker werd dikwijls aangehaald.
In 1786 trouwde hij met Anne-Angélique Doye en voegde hij "Varenne" toe aan zijn naam. 

### Revolutionair activisme

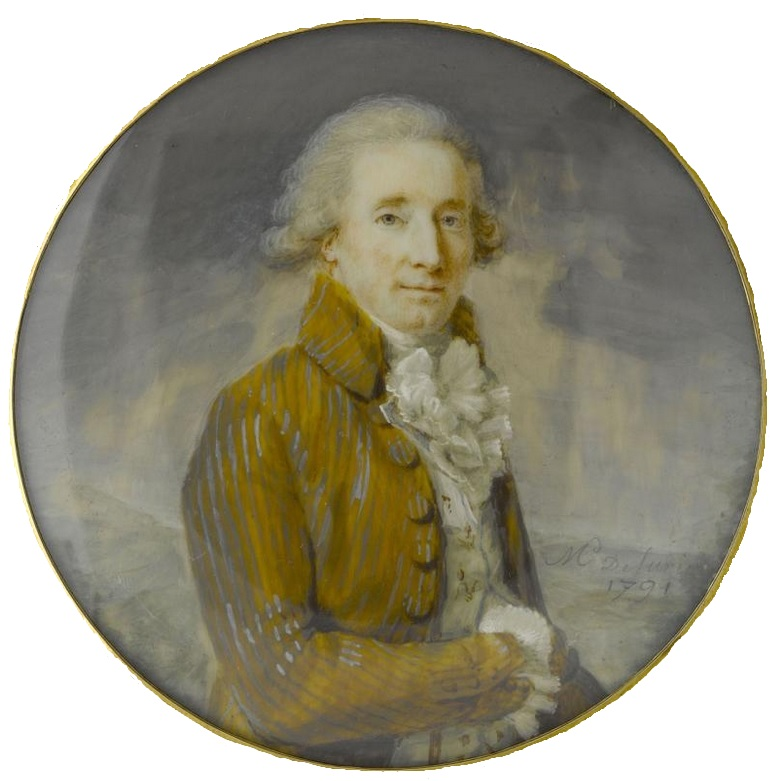
Miniatuurportret door Jeanne Doucet de Surigny (ca. 1791)

Billaud-Varenne woonde in de wijk waar Marat zijn Ami du Peuple drukte. Met kritische blik volgde hij de hervormingen van de Nationale Grondwetgevende Vergadering. Eind 1789 hekelde  in verschillende pamfletten de "verraden revolutie". Le Peintre politique stelde de krijgswet aan de kaak en wees op de kloof tussen de Verklaring van de Rechten van de Mens en de Burger en het effectieve beleid.
De weg naar de actieve politiek vond Billaud-Varenne door Georges Danton, wiens secretaris hij in 1788 was geworden. Begin 1790 werd hij lid van de jakobijnenclub en trad hij toe tot de turbulente sectie Théâtre-Français. Hij wierp zich op als een vurig spreker met ideeën in de lijn van Danton, Marat en Robespierre. Op schrift keerde hij zich tegen de strenge bestraffing van de muitende regimenten door de royalistische generaal Bouillé in Nancy. In L'Acéphocratie ou le Gouvernement fédératif eiste hij in 1791 als een van de eersten algemeen kiesrecht en viel hij de uitvoerende macht aan als zijnde excessief.
De Vlucht naar Varennes toonde volgens hem definitief aan dat Lodewijk XVI niet te vertrouwen was en dat de constitutionele monarchie moest worden vervangen door een republiek. Zijn speech hierover in de jakobijnenclub werd op gejoel onthaald, want de koningsgezinde feuillants waren nog niet afgesplitst. Na een republikeins pamflet moest Billaud-Varenne zelfs even onderduiken. Een ander controversieel minderheidsstandpunt van hem was zijn verzet tegen de girondijnse oorlogszucht. In december 1791 hield hij een lange toespraak tegen de gevoerde "kruistocht", waarin hij niet aarzelde de steun van Danton, Desmoulins en Robespierre aan te klagen ("autant de zéros pour ces messieurs"). Die laatste zou zich overigens laten overtuigen en legde weldra minister van Oorlog Brissot het vuur aan de schenen.
Aan de vooravond van de Bestorming van de Tuilerieën liet Billaud-Varenne zich tot commissaris van zijn sectie verkiezen. Hij bereidde de aanval mee voor en haastte zich om middernacht naar het stadhuis om eraan deel te nemen. De machtiging aan de Commune van Parijs liep volgens het plan dat hij in de voorafgaande weken had uiteengezet. Het was op zijn voorstel, aangenomen door de Commune en overgemaakt aan de Nationale Vergadering, dat beslist werd tot verkiezingen met algemeen stemrecht voor een Nationale Conventie. Na de succesvolle afloop volgde hij Danton op als substituut van de procureur van de Commune. Niet veel later praatte hij de Septembermoorden in de gevangenissen goed, wat achteraf zou bijdragen aan zijn reputatie van bloeddorstigaard. Als commissaris van de Commune ging hij naar Châlons om toezicht te houden op verdachte generaals.

### Parlementslid in de Conventie

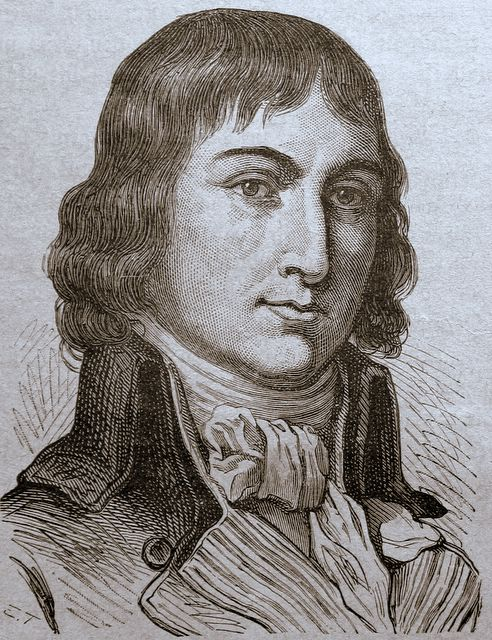
Portretgravure

Bij de verkiezingen van 1792 stelde Billaud-Varenne zich kandidaat in Parijs. Hij werd verkozen in de Conventie als vierde gerangschikte van zijn kieskring, met 472 stemmen op 767 kiezers. Op de banken met de Montagne vroeg hij de doodstraf voor wie vijanden op het nationale grondgebied bracht en verdedigde hij Robespierre tegen de aanvallen van de girondijnen. Op het proces van Louis Capet stemde hij voor de dood binnen de vierentwintig uur.
In april 1793 werd hij met Sevestre op missie naar Bretagne gestuurd voor de levée en masse. Ondanks de gespannen situatie voerde hij geen zware repressie. Terug in Parijs verzette hij zich tegen de Commissie van Twaalf, die de montagnards wilde zuiveren. Op 2 juni steunde hij de afzetting van de girondijnen. Op 23 juni verkreeg hij de opheffing van de staat van beleg. Daarna vertrok hij op missie naar de Nord en Pas-de-Calais. Dat jaar publiceerde hij ook Éléments du républicanisme, waarin hij een sociaal programma uiteenzette dat een egalitaire redistributie van de rijkdom vooropstelde, met eerbiediging van het eigendomsrecht.
Op 5 september 1793 steunde hij de eis van de Commune van Parijs, gedragen door Hébert en Chaumette, dat terreur op de agenda zou worden geplaatst. Hij wees "halve maatregelen" van de hand. Samen met Collot d'Herbois werd hij benoemd in het Comité de salut public en hij werd ook voor twee weken verkozen tot voorzitter van de Conventie. Namens het Comité de salut public schreef Billaud-Varenne een rapport over het instellen van de revolutionaire regering. Door transformatie ontstond zo het Revolutionair tribunaal. Hij steunde de niet-toepassing van de pas aangenomen democratische grondwet en de vervanging ervan door een soort voorlopige grondwet op 4 december 1793. Later die maand verwierp hij de transformatie van het Comité de salut public tot een regeringsorgaan.
Behalve dat laatste was er tot het voorjaar van 1794 nauwelijk iets waarin Billaud-Varenne afweek van de lijn van Robespierre. Hij keurde de eliminatie van de hébertisten goed, hoewel zijn eigen ideeën dicht lagen bij die van de exagérés, en hij stond ook achter de uitschakeling van de indulgents, die hij regelmatig had bestreden. In een toespraak op 20 april handhaafde hij zijn verzet tegen veroveringsoorlogen en waarschuwde hij voor revolutionaire figuren met dictatoriale ambities. Militaire overwinningen konden uitmonden in cesarisme. 

### 9 thermidor
In de lente van 1794 werden spanningen zichtbaar tussen Billaud-Varenne en Robespierre. Hij koesterde argwaan tegen de oprichting van een afzonderlijk politiebureau bemand door Robespierre, Saint-Just en Couthon, en ook de machtsuitbreiding door de wet van 22 prairial beviel hem niet, te beginnen met de niet-collegiale manier waarop de wet tot stand was gekomen. Op een zitting van 29 juni vlogen er verwijten van "dictator" richting Robespierre en zijn "triumviraat". Door gezondheidsproblemen hield deze zich enkele weken afzijdig. Op 23 juli nam Billaud-Varenne deel aan een verzoeningsvergadering georganiseerd door Barère, die de crisis leek af te wenden.
Een lange toespraak van Robespierre deed op 26 juli de vlam weer in de pan slaan. Voor de Conventie had hij het over "gecorrumpeerden" die moesten worden uitgeschakeld, zonder in te gaan op de vraag van Billaud-Varenne om namen te noemen. 's Avonds herhaalde hij dit in de jakobijnenclub. Toen Billaud Varenne en Collot d’Herbois protesteerden, werden ze bedreigd door Dumas en werden ze onder geroep van "Naar de guillotine!" de zaal uitgejaagd. De breuk was totaal. Voor hen was de val van de "tiran" nog de enige optie. De volgende dag, 9 thermidor, spande het duo samen met Tallien en Barère om de zitting van de Conventie te monopoliseren en de robespierristen in staat van beschuldiging te stellen. Hij zou een tiran zijn die met zijn handlangers een dictatuur wilde vestigen. Robespierre en vier anderen werden ter zitting aangehouden. Billaud-Varenne organiseerde mee de conventietroepen die met geweld optraden tegen de poging van de Commune om de robespierristen te redden. De volgende dag werden ze geëxecuteerd

### Slachtoffer van de reactie
Ondanks zijn voorname rol in 9 thermidor was die dag ook voor Billaud-Varenne het begin van het einde. Hij werd ervan verdacht ambities te hebben de Onomkoopbare op te volgen, en zijn pogingen om te reactie tegen te houden liepen op niets uit. Met Collot d'Herbois en Barère werd hij het doelwit van de thermidoriens. Laurent Lecointre noemde hen op 28 augustus terroristen en medeplichtigen van Robespierre. Begin september verlieten ze het Comité de salut public. Na nieuwe beschuldigingen door Louis Legendre op 30 oktober verbrak Billaud-Varenne het stilzwijgen. Op 3 november nam hij het woord in de jakobijnenclub en vergeleek hij zichzelf en de revolutie met een slapende leeuw, die bij zijn ontwaken al zijn vijanden zou doden. Deze verklaringen werden gezien als ophitsing en woedend onthaald.
In december stelde de Conventie een onderzoekscommissie in naar Billaud, Collot, Barère en Vadier. De "staart van Robespierre" moest worden afgesneden. Ze werden op 2 maart 1795 in staat van beschuldiging gesteld. De opstandelingen van 12 germinal vielen binnen in de Conventie en eisten hun bevrijding, maar de orde werd hersteld en nog diezelfde 1 april werd zonder vonnis hun deportatie naar Guyana gestemd. Tijdens het koetstransport op 26 mei probeerde een menigte hen te bevrijden. Op 20 juli kwam het viertal aan in Guyana, wat veelal neerkwam op een indirecte doodstraf.

### Ballingschap

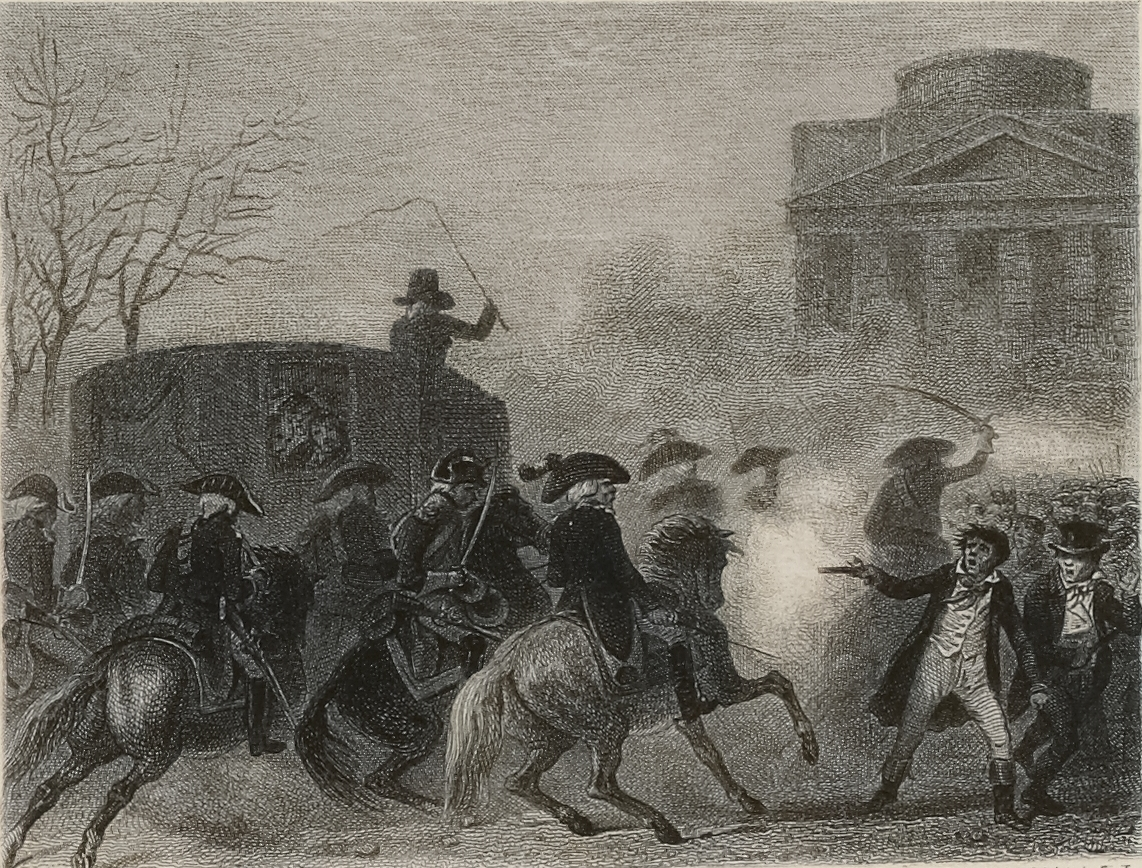
Prent uit 1834 met de koets die Billaud-Varenne, Collot d'Herbois en Barère naar het deportatieschip voert

Tijdens zijn gevangenschap in Cayenne viel Billaud-Varenne ziek. Zijn lotgenoot Collot d'Herbois stierf in 1796 en het volgende jaar bekwam zijn echtgenote de echtscheiding om te hertrouwen met de Amerikaan Henry Johnson (1744-1800). Na vier jaar kwam Billaud-Varenne vrij, maar hij mocht Guyana niet verlaten. Daar kwam verandering in toen Napoleon Bonaparte hem in de nasleep van 18 brumaire gratie verleende, wat hij weigerde omdat hij diens regime niet wenste te legitimeren.
Hij besloot in Guyana te blijven, ook na de bezetting van de kolonie door Portugal in 1809. Hij vestigde zich als landbouwer, schreef zijn memoires en leefde bescheiden met zijn nieuwe levensgezel Brigitte, een Guadeloupaanse die hij Virginie noemde. Ze was een vrije zwarte vrouw, in tegenstelling tot de slaaf Étienne die hij kocht. Ook raakte hij bevriend met de voormalige gouverneur Victor Hugues. Toen Guyana in 1816 weer Frans werd, verliet hij Cayenne omdat hij niet onder de Restauratie en onder koning Lodewijk XVIII wilde leven. Ook in New York beviel het hem niet, zodat hij zich uiteindelijk in Port-au-Prince op Haïti vestigde, waar hij werd ontvangen door president Alexandre Pétion. Hij leefde van een klerkenbaan in het hooggerechtshof en stierf aan dysenterie.

## Publicaties
Van Billaud-Varenne verschenen politieke geschriften en postume memoires:
- Le dernier coup porté aux préjugés et à la superstition (1789)
- Despotisme des ministres de France, combattu par les droits de la Nation, par les lois fondamentales, par les ordonnances (1789)
- Le peintre politique, ou Tarif des opérations actuelles (1789)
- Éléments du républicanisme (1793)
- Discours de Billaud-Varenne, Député à la Convvention National (1793?)
- Principes régénérateurs du système social (1795)
- Billaud Varenne, membre du comité de salut public. Mémoires inédits et Correspondance (1893)
- Mémoire inédit de Billaud-Varenne sur les événements du 9 thermidor (1910)

Er circuleerden ook apocriefe memoires van Billaud-Varenne:
- Mémoires de Billaud-Varennes, ex-conventionnel, écrits au Port-au-Prince en 1818, contenant la relation de ses voyages et aventures dans le Mexique, depuis 1805 jusqu'en 1817 (1821)

## Voetnoten
1. ↑  Arthur Conte, Billaud-Varenne. Géant de la Révolution, 1989, p. 165. Gearchiveerd op 12 augustus 2023.
2. ↑  Arthur Conte, Billaud-Varenne. Géant de la Révolution, 1989, p. 221
3. ↑  Arthur Conte, Billaud-Varenne. Géant de la Révolution, 1989, p. 222
4. ↑  Zijn naam was niet opgenomen in het Besluit van de Eerste Consul van 5 nivôse jaar VIII, maar de regering had speciale toelating verleend om de amnestie naar hem uit te breiden: zie Arthur Conte, Billaud-Varenne. Géant de la Révolution, 1989, p. 621
5. ↑  Victor-Emmanuel Roberto Wilson, Simon Bolivar vu par un citoyen du Québec, 2016, p. 519

- Bibliothèque nationale de France: cb118920450 (data)
- CiNii: DA15344353
- Gemeinsame Normdatei: 119031418
- International Standard Name Identifier: 0000 0000 8102 7969
- Library of Congress Control Number: nr90002445
- Nationale Bibliotheek van Israël: 987007447950405171
- Nederlandse Thesaurus van Auteursnamen: 070310165
- Istituto Centrale per il Catalogo Unico: IEIV037299
- SNAC: w6p85rn9
- Système universitaire de documentation: 026728710
- Trove: 1489467
- Virtual International Authority File: 24598099